# مارکوس شولر
مارکوس شولر (انگلیسی: Markus Schuler؛ زادهٔ ۱ اوت ۱۹۷۷) بازیکن فوتبال اهل آلمان است.
از باشگاه‌هایی که در آن بازی کرده‌است می‌توان به باشگاه فوتبال اس‌سی فورتونا کلن، باشگاه فوتبال ماینتس ۰۵، باشگاه فوتبال آرمینیا بیله‌فلد، و باشگاه فوتبال هانوفر ۹۶ اشاره کرد.